# Jean Marc Telliano
Pour les articles homonymes, voir Telliano.
Jean Marc Telliano, né en 1960 en Guinée forestière en république de Guinée, est un homme politique guinéen,.
Originaire de la Guinée Forestière, Jean Marc Telliano est président du parti rassemblement pour le développement intégré de la Guinée et ancien ministre de l’Agriculture du président Alpha Condé du 24 décembre 2010 au 15 janvier 2014.
Longtemps expatrié en Europe, Telliano est un partisan de l'ex président Moussa Dadis Camara dont il veut poursuivre l'oeuvre. Son parti, le Rassemblement pour le développement intégré, est issu d'une petite ONG qu'il a lui même créé,.